# پل مانگست

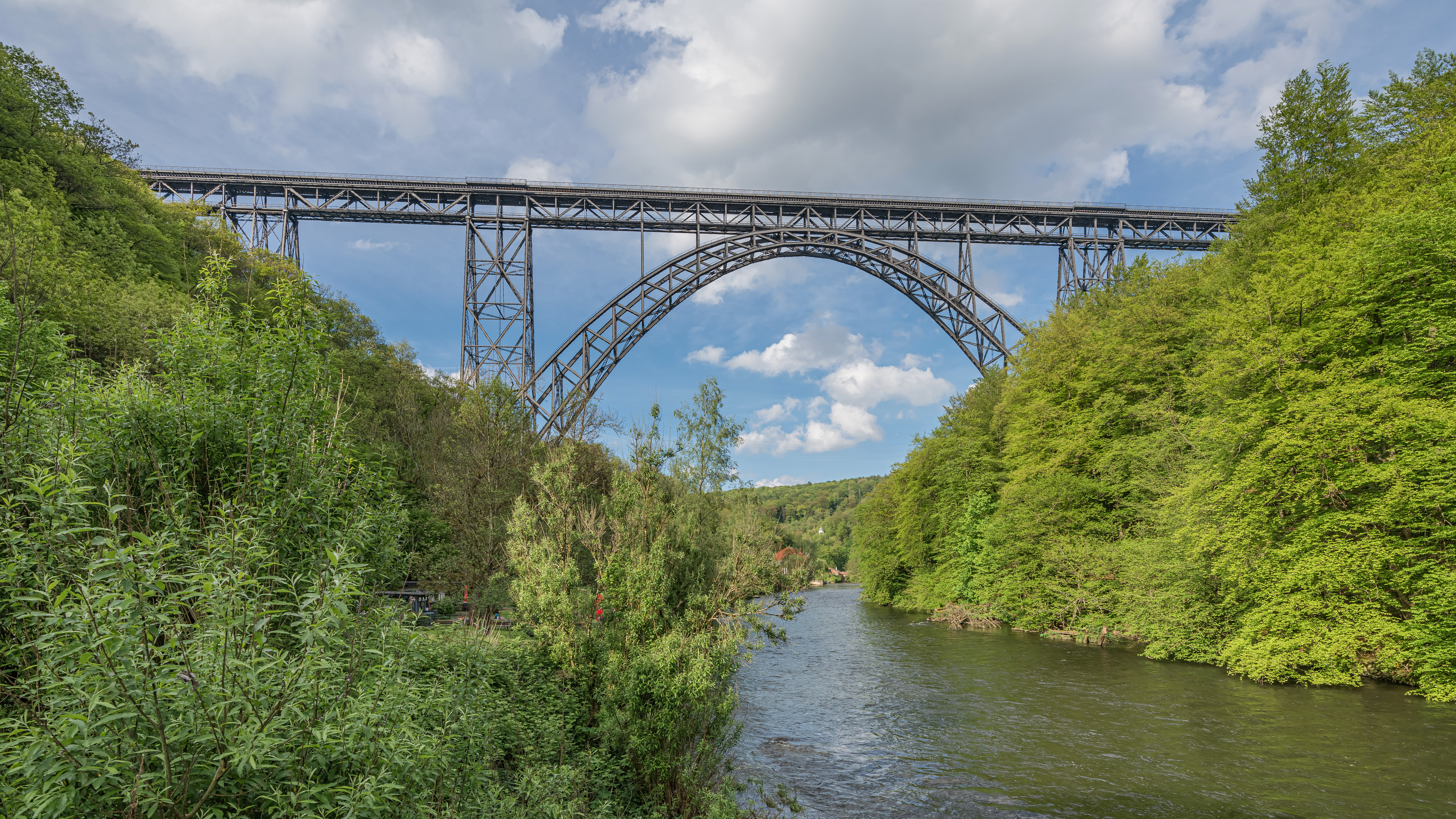

پل مانگست (به انگلیسی: Müngsten Bridge) بلندترین پل راه‌آهن در آلمان است. پل مانگست از رودخانه ووپر می گذرد و شهرهای رمشاید و سولینگن را به هم متصل می کند.  این پل ۱۰۷ متر (۳۵۱ فوت) از سطح زمین بالا است و رأی دهانه بر روی دره‌ی رودخانه‌ی ووپر قرار دارد و اتصال شهرستان‌ها از رمشاید و زولینگن را فراهم می‌کند. این پل، بخشی از راه‌آهن ووپرتال-Oberbarmen-زولینگن است؛ بنابراین به‌طور انحصاری توسط خط راین و روهر نگهداری می‌شود. در ۱ آوریل ۲۰۱۳، پل Müngsten به منظور بازسازی گسترده، بسته شد و در ۲۰۱۵ ژوئیه ۲۷ بازگشایی شد؛ اما بسته شدن طولانی پل، بیشتر برای درمان خوردگی جامع روی سازهٔ آن برنامه‌ریزی شده بود که پایان آن برای سال ۲۰۱۸ به حساب می‌آید.